# Dianthus bicolor
Dianthus bicolor är en nejlikväxtart som beskrevs av Johannes Michael Friedrich Adam. Dianthus bicolor ingår i släktet nejlikor, och familjen nejlikväxter. Inga underarter finns listade i Catalogue of Life.